# Corduene

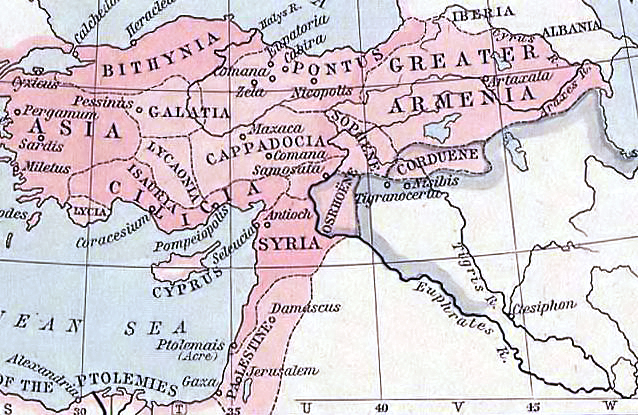
A Corduenei Királyság Kr. e. 60-ban

Corduene (más  betűzéssel Gorduene, Cordyene, Cardyene, Carduene, Gordyene, Gordyaea, Korduene, Korchayk, Gordian, héberül:קרטיגיני ) régió volt az ókorban Mezopotámia északi részében, a mai Délkelet-Törökországban.
Ókori története folyamán többnyire a Római Birodalom provinciája volt, az ókori Tigranakerttől keletre.
Az 1911-es Encyclopædia Britannica szerint Gordyene Bohtan régió (a mai Şırnak tartomány) ókori neve. Szír nyelvű források szerint, amelyek Beth Qardu néven említik, kis vazallus állam volt az Örményország és Perzsia közti hegyvidéken, amely a mai törökországi Van-tótól délre volt.
A cordueneiek a hurri égisten Tesubot imádták. C. Toumanoff „carduchiai dinasztiák” néven említi Corduenét, Moxxenét és Zabdicenét. A Corduene, carduchiai szavakban sok történész a Kurdisztán, kurd szavak elődjét véli felfedezni, mások azonban ezt tagadják.

## Fordítás
- Ez a szócikk részben vagy egészben  a   Corduene című angol Wikipédia-szócikk ezen változatának fordításán alapul.  Az eredeti cikk szerkesztőit annak laptörténete sorolja fel. Ez a jelzés csupán a megfogalmazás eredetét és a szerzői jogokat jelzi, nem szolgál a cikkben szereplő információk forrásmegjelöléseként.